# ماریانا تروینیو
ماریانا تِرِوینیو اورتیس (اسپانیایی: Mariana Treviño Ortiz‎؛ ‏ ۲۱ نوامبر ۱۹۷۷) بازیگر زن تئاتر و سینما اهل مونتری مکزیک است.
او با بازی در نقش «لوپیتا» در موزیکال محبوب دروغ‌ها که بیش از هزار بار اجرا شد،برای مخاطبان مکزیکی بیشتر شناخته شد. پس از موفقیت دروغ‌ها، تِرِوینیو در فیلم‌های کمدی مکزیکی دیگری ظاهر شد.
ماریانا تروینو از سال ۲۰۱۰ میلادی تاکنون مشغول فعالیت بوده‌است و از فیلم‌هایی که وی در آن نقش داشته می‌توان به باشگاه کلاغ‌ها، بر فراز دریا، نارکوها: مکزیک و مردی به نام اتو اشاره کرد.